# Gummidipoondi (Taluk)
Der Taluk Gummidipoondi (Tamil: கும்மிடிப்பூண்டி வட்டம்) ist ein Taluk (Subdistrikt) des Distrikts Tiruvallur im indischen Bundesstaat Tamil Nadu. Hauptort ist die namensgebende Stadt Gummidipoondi.

## Geografie
Der Taluk Gummidipoondi liegt im Nordosten des Distrikts Tiruvallur an der Grenze zum Nachbarbundesstaat Andhra Pradesh. Er grenzt an die Taluks Ponneri im Südosten und Uthukkottai im Südwesten. Im Norden liegt die Grenze zu Andhra Pradesh.
Der Taluk Gummidipoondi ist deckungsgleich mit dem gleichnamigen Block. Seine Fläche beträgt 421 Quadratkilometer.

## Bevölkerung
Nach der Volkszählung 2011 hat der Taluk Gummidipoondi 190.548 Einwohner. Davon werden 83,6 Prozent als ländliche und 16,4 Prozent als städtische Bevölkerung klassifiziert. Die Bevölkerungsdichte liegt bei 453 Einwohnern pro Quadratkilometer.

## Städte und Dörfer
Zum Taluk Gummidipoondi gehören die folgenden Orte:
Städte:
- Gummidipoondi

Zensusstädte:
- Madaharpakkam
- Peddikuppam

Dörfer:
| - Amirthamangalam - Annappa Naickankuppam - Appavaram - Arambakkam - Authupakkam - Ayanallur - Budur - Chedilpakkam - Chinnaobulapuram - Chinnapuliyur - Chinnasozhiambakkam - Chithoornatham - Dharkasthu Kandigam - Edur - Egumadurai - Eguvarpalayam - Elavur - Enadhimelpakkam - Erukkuvoy - Getnamallee | - Kanlur - Kannambakkam - Kannankottai - Karadipudur - Karani - Karumbukuppam - Kilmudalambedu - Kollanur - Kuriviagaram - Kuruvattucheri - Madhavaram - Manali - Manellore - Mangalam - Mangavaram - Medhipalayam - Melakalani - Melmudalambedu - Mukkarambakkam - Naidukuppam | - Nangapallam - Narasingapuram - Natham - Nelvoy - Nemalur - Obasamudram - Palavakkam - Paleswaram - Paleswarankandigai - Pallavada - Panchalai - Pappankuppam - Peria Obulapuram - Peria Soliambakkam - Periapuliyur - Pondavakkam - Poovalai - Poovalambedu - Pudugummidipundi - Pudupalayam | - Puduvoyal - Rettambedu - Sanaputhur - Sennavaram - Sepedu - Sinthalakuppam - Sirupulalpettai - Siruvada - Soorapundi - Sunnambukkulam - Thandalacheri - Theruali - Thervoy - Thurapallam - Vaniamallee - Varnasikuppam - Vazhuthalambedu - Venkuzhi - Verkadu |